# Иоганн Людвиг I (князь Ангальт-Дорнбурга)
Иоганн Людвиг I (нем. Johann Ludwig I. von Anhalt-Dornburg; 4 мая 1656, Цербст — 1 ноября 1704, Дорнбург) — немецкий князь из Дома Асканиев, правитель княжества Ангальт-Дорнбург с 1667 года. Был шестым (и четвёртым выжившим) сыном князя Ангальт-Цербста Иоганна VI и его жены Софии Августы, дочери Фридриха III, герцога Гольштейн-Готторпского. Правнук князя Ангальта Иоахима Эрнста, дед Екатерины II.

## Биография
После смерти отца в 1667 году Иоганн Людвиг унаследовал город Дорнбург с титулом князя. Поскольку он был ещё несовершеннолетним, его мать, вдовствующая княгиня Софья Августа, действовала в качестве регента от его имени и имени его братьев.
Военная карьера Иоганна Людвига была незначительной. В 1684 году он вступил в императорскую армию и получил звание капитана. Возможно, это была вызвано финансовой необходимостью. Он служил в полку под командованием генерала фон Шарфенберга и руководил неудачной осадой венгерской крепости. Кампания была катастрофической, но Иоганн Людвиг приобрел опыт. Только два года спустя, в 1686 году, армия взяла крепость. Военная карьера Иоганна Людвига окончилось, и он вернулся к гражданской жизни.
Иоганн Людвиг — основатель Дорнбургской линии, которая в 1742 унаследовала владения старшей, Цербстской, линии.

## Семья и дети
Иоганн Людвиг женился 23 июля 1687 на Кристине Элеоноре фон Цойтш. Их детей в 1698 император Леопольд I возвёл в княжеское достоинство:
- Иоганн Людвиг II (1688—1746), князь Ангальт-Цербстский, не женат, бездетен.
- Иоганн Август (1689—1709)
- Кристиан Август (1690—1747), князь Ангальт-Цербстский, отец Екатерины II.
- Христиан Людвиг (1691—1710)
- София Кристина (1692—1747)
- Элеонора Августа (1694—1704)
- Иоганн Фридрих (1695—1742), женат на Каэтане фон Шперлинг, дочери курляндского капитана, брак бездетный.